# Hoppkräftor
Hoppkräftor (Copepoda) är små kräftdjur, några mm i längd, som förekommer i både hav och sötvatten. En del arter är plankton (frisimmande), en del är bentiska (bottenlevande). De lever som filtrerare, rovdjur eller parasiter. Med 13 000 arter är de den artrikaste gruppen bland kräftdjuren och utgör en huvuddel av marint zooplankton. Dessa skenbart obetydliga kräftdjur är kanske störst i djurriket både beträffande individantal och biomassa och en ytterst viktig del av de marina näringskedjorna. De har avgörande betydelse för bestånden av fisk och högre djur. De har också mycket stor betydelse för kolets kretslopp och därmed klimatet.
Några kända hoppkräftor är de mm-stora Cyclops som är mycket vanliga i sötvatten, de större Calanus som dominerar i kalla hav och Harpacticider som är små och bottenlevande i haven.

## Byggnad

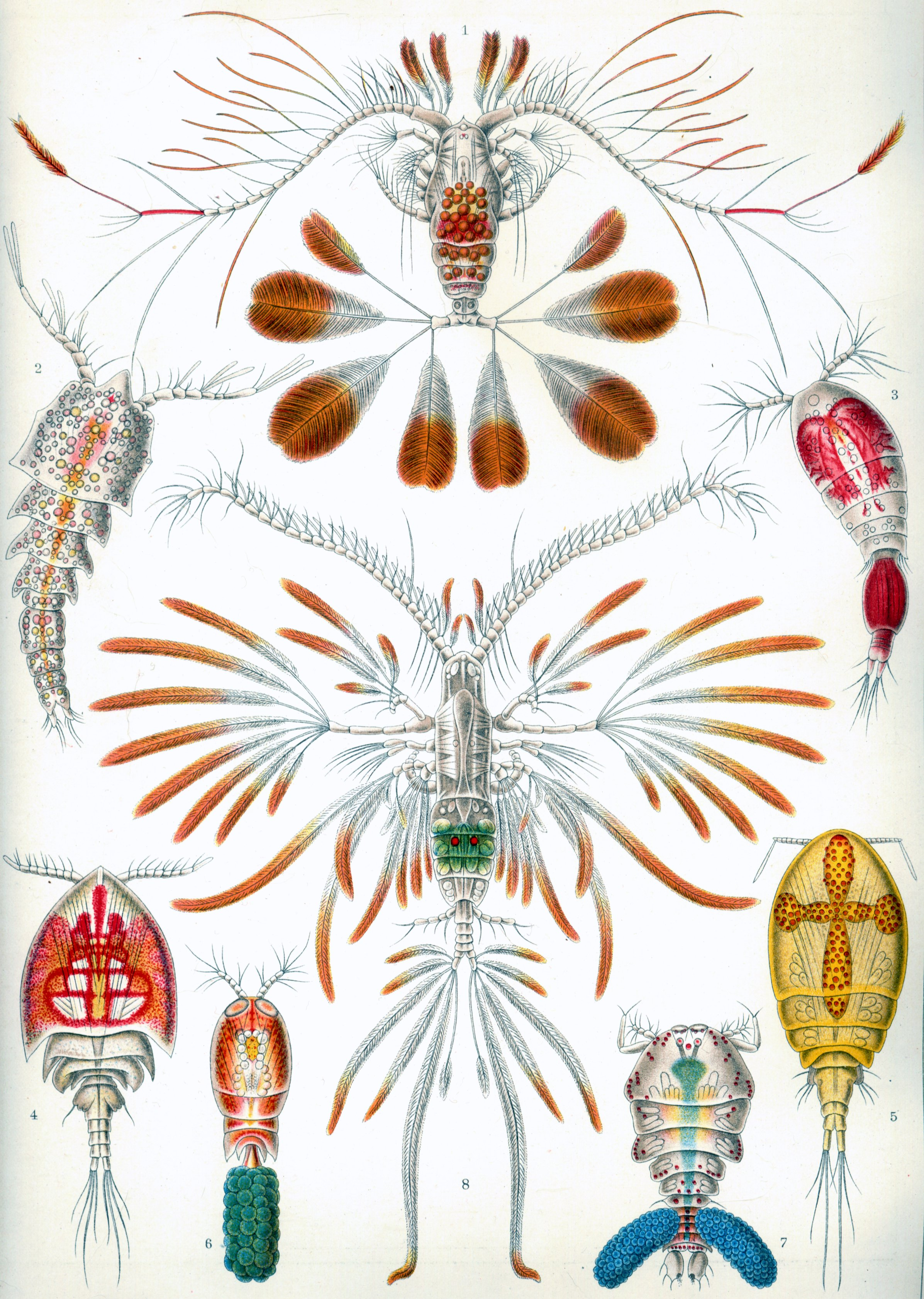
Hoppkräftor från Ernst Haeckels Kunstformen der Natur

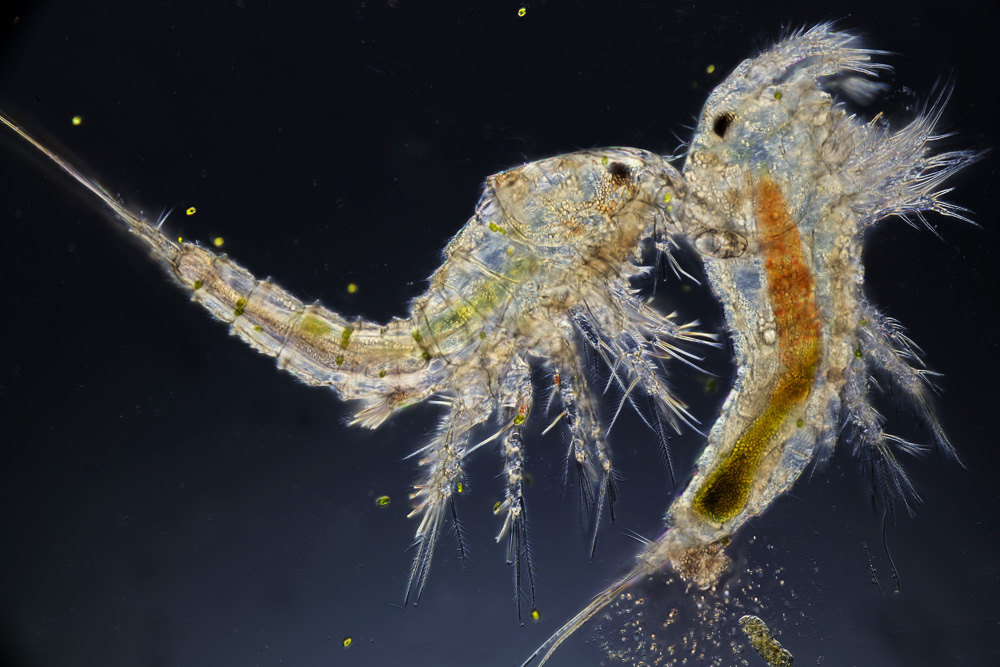
Hoppkräftor

Kroppslängden är vanligen mellan 0,2 och 2 mm. Hos den minsta arten (Sphaeronellopsis monothrix), som lever innanför skalet hos musselkräftor, är hanen är 0,11 mm. Den största arten (Penella balaenoptera), en parasit på bardvalar, blir upp till 320 mm. Kroppsformen är långsträckt till droppformig, men kan vara annorlunda beroende på levnadssättet. Pelagiska arter har mer ursprunglig kroppsform, bottenlevande arter är mera plattade och grävande arter mera cylindriska. De parasitiska arterna är de mest modifierade; hos dem kan man inte se att den vuxna honan är en hoppkräfta, utan detta framgår bara av tidigare utvecklingsstadier. Liksom andra kräftdjur har de ett exoskelett, men detta är tunt och kroppen är nästan genomskinlig. Hoppkräftornas färg beror på upplagrade oljedroppar som används som reservfett. Hudpigment finns sällan.
Kroppen består av huvud och tio kroppssegment, sex thoraxsegment med benpar och fyra abdominalsegment. Huvudet och första thoraxsegmentet är alltid sammansmälta. Sköld (carapax) saknas. Extremiteterna är som hos alla kräftdjur tvågrenade (Y-formade).
Huvudet har två par antenner. Första paret (antennula) är mindre och olika beroende på levnadssättet. Hos Calanoida är de längre än halva kroppslängden, hos Cyclopoida kortare. Andra antennparet är hos frilevande copepoder vanligen det viktigaste organet för förflyttning; de rör sig som åror för att dra djuret genom vattnet. Huvudet har också mundelar, bl.a. mandibler (käkar) och maxiller. Mandiblernas och munnens form beror på levnadssättet och är viktiga taxonomiska kännetecken. Hos gruppen Siphonostomatida är t.ex. labrum och labium (överläpp och underläpp) sammansmälta och ofta utdragna till ett långt sugrör. Oftast finns ett enda sammansatt öga beläget i huvudets mittlinje och ofta klart rött. Grottlevande arter kan sakna öga.
Thorax (mellankroppen) består av sex segment med benpar. Första thoraxbenparet är omvandlat till ogrenade s.k. maxillipeder, som används vid födointag. De följande fyra benparen är tvågrenade simben. Det sjätte benparet är ofta reducerat.
Abdomen (bakkroppen) är typiskt smalare än thorax och består av fyra eller fem segment utan extremiteter. Könsöppningen finns på första abdominalsegmentet, där hos honan en eller två äggsäckar kan vara fästa. Bakkroppen avslutas med en platta (telson) som kan ha svanslika bihang (furca) med betydelse för flytförmåga och styrning.
På grund av sin litenhet behöver copepoderna oftast inget hjärta och inget blodkärlssystem. Vissa arter i ordningen Calanoida har dock ett hjärta, men inga blodkärl, utan öppet kretslopp. De flesta copepoderna saknar också gälar, och tar upp syre direkt genom kroppsytan. Utsöndringen sköts av körtlar nära maxillerna.
Copepoder har många sinnesorgan. De har borstliknande sinneshår som fungerar som mekanoreceptorer och reagerar på strömningar i vattnet, som böjer håren. Därigenom kan de detektera både bytesdjur och rovdjur i omgivningen, och genom att känna igen strömningsmönstret kan de skilja mellan dessa.
Många copepoder visar extremt snabba flyktreaktioner då rovdjur närmar sig, varvid de flyttar sig några millimeter. Många arter har nervceller omgivna av myelin (som ökar ledningshastigheten), vilket är mycket ovanligt bland ryggradslösa djur.
Honor av vissa arter avger feromoner, som bildar ett spår i vattnet som hanen kan följa.

## Fortplantning och livscykel

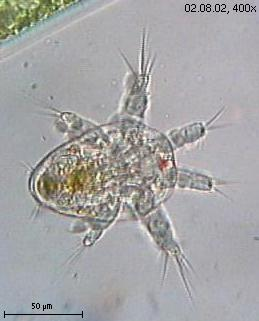
Naupliuslarv av en hoppkräfta

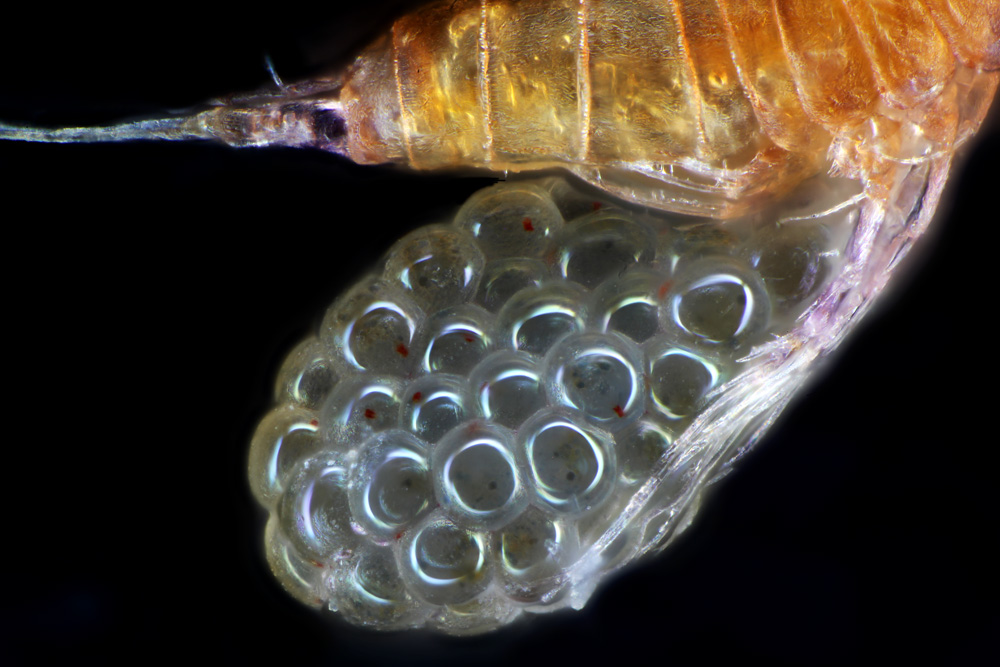
Äggsäck hos en hoppkräfta.

Alla hoppkräftor är skildkönade och har utpräglad könsdimorfism. Hanarna är alltid mindre än honorna och har ofta första antennparet ombildat till ett griporgan, och de utgör ofta mindre än hälften av populationen. Partenogenes finns bara hos ett fåtal arter. Parningen har undersökts hos gruppen Calanoida. Hanen griper med en av sina antenner i första paret (vanligen den högra) tag i honans bakkroppsbihang. Hanen vänder sig sedan så att djuren får motsatt riktning. Med höger 6:e thoraxben fattar han sedan om honans bakkropp och överför med vänster 6:e thoraxben en spermatofor (spermiepaket) till hennes första abdominalsegment. Då äggen läggs bildas äggsäckar som är fästa vid honans bakkropp. Äggen blir kvar där tills naupliuslarverna kläcks. Hos några arter som lever i dammar och andra småvatten har äggen ett kraftigt skal och kan överleva lång tid ifall vattensamlingen torkar ut.
Äggen kläcks nästan alltid till naupliuslarver, som har ett huvud och en svans, men ingen thorax eller egentlig abdomen. Ett undantag är vissa parasiter som har starkt förkortad livscykel och kläcks som copepoditlarver. Naupliuslarven ömsar hud fem eller sex gånger innan den blir en s.k. copepoditlarv. Denna liknar det vuxna djuret, men har en enkel osegmenterad abdomen och bara tre thorakala benpar. Efter ytterligare fem hudömsningar är djuret vuxet. Hela processen från kläckning till vuxen kan ta från en vecka till ett år, beroende på arten.
Livslängden beror starkt av temperaturen. Musselparasiten Mytilicola intestinalis lever t.ex. 3-6 månader i Medelhavet och har flera generationer per år, medan den vid Englands sydkust bara har två generationer under sommaren, och individerna blir 9-12 månader. Stora arter har livslängd 8-14 månader. Som överlevnadsstrategi för ogynnsamma årstider, fr.a. vintern, bildar flera arter motståndskraftiga ägg. Det finns dock även arter som är aktiva under vintern och överlever sommaren genom att bilda cystor.

## Näring
Hoppkräftornas näring är mångsidig. Alla näringssätt kan dock härledas från ett liv som rovdjur. Det finns filtrerare som äter detritus och alla slags växtplankton, och arter som aktivt griper små näringspartiklar. Många arter gör bådadera. Många bentiska copepoder äter organisk detritus och bakterier och deras mundelar är ombildade för att skrapa eller bita. Herbivora arter kan filtrera alger ner till 5 μm. Karnivora arter filtrerar djur mindre än 30-50 μm, större fångas aktivt. De äter skallösa protozoer, andra hoppkräftor och t.o.m. små fiskyngel, så stora bytesdjur de kan fånga. Bland kommensaler och parasiter ses ett spektrum från enkla avfallsätare till stationära blodsugare.  Ekto- och endoparasiter lever på hudflagor, slem osv resp. blod och vävnadsvätska.
Växtätande copepoder, särskilt i näringsrika kalla hav, lagrar energi från födan som oljedroppar under vårens och sommarens planktontoppar. Dessa kan uppgå till halva kroppsvolymen.

## Förekomst och ekologi

Atlantisk sill, juvenila exemplar (38 mm) som äter copepoder. Fisken närmar sig underifrån och fångar varje copepod individuellt. I mitten ses en copepod som undkommer åt vänster. Scenen filmad i slow-motion (50%) med kamerasystemet ecoSCOPE. Mycket lite är känt om interaktionerna rovdjur/byte eftersom copepoder är svåra att hålla i laboratorium och sill är mycket snabba och skygga fiskar som flyr från vanliga kameror och scubadykare.

Hoppkräftorna har kosmopolitisk utbredning och finns i alla typer av vatten, från oceanerna till de minsta vattensamlingarna. De saknas bara i ständigt istäckta eller vattenlösa områden. Omkring 80% av de nu levande arterna lever i havet, där det största individantalet och artantalet finns i de översta skiktet samt i litoralen. Hoppkräftor har anträffats ned till 5 000 m djup. Några arter har trängt ner i grundvattnet.
Mycket gamla sjöar är hotspots för biodiversitet. Av de 120 arter hoppkräftor som finns i Bajkalsjön är de flesta endemiska. Samma gäller Tanganyikasjön.
Hoppkräftornas miljöer är mycket varierande. Det finns frisimmande (plankton), bottenlevande (bentiska), grävande och parasitiska arter. Det finns arter som lever i våta terrestra miljöer som våtmarker, källor, tillfälliga vattensamlingar, fuktig mossa eller vattenfyllda delar av växter som bromeliacéer eller kannrankeväxter. Många lever i grottor och hålrum i sötvatten eller saltvatten. De livnär sig som filtrerare eller rovdjur.
Hoppkräftorna är förmodligen den individrikaste gruppen bland flercelliga djur på jorden. I övre skikten i nästan alla havsytor är ca 90% av zooplankton hoppkräftor. Eftersom de också ofta uppträder i täta svärmar (ca 10 000 individer / m3 hos Pseudocalanus-arter) har de avgörande betydelse som näring för många fiskarter, inklusive sådana som används av människan. Även i sötvatten är hoppkräftor den viktigaste näringskällan för många fiskar. Å andra sidan kan hoppkräftor skada fiskodlingar i sötvatten genom att angripa yngel. Näringskedjan är mycket kort, då många hoppkräftor lever av växtplankton och sedan direkt äts av fiskar. Döda hoppkräftor bryts snabbt ner: vid 22 °C tar detta 3 dagar.
Copepoder i plankton har stor betydelse för ekosystemen och kolets kretslopp. De är ofta dominerande zooplankton och den viktigaste födan för många fiskar, valar, sjöfåglar och andra kräftdjur som krill. Vissa forskare anser att de utgör den största djurbiomassan på jorden (antarktisk krill är dock jämförbar). Calanus glacialis, som lever vid kanterna av de arktiska isarna, utgör upp till 80% av biomassan i zooplankton där. Populationerna har en topp då isarna drar sig tillbaka på våren. Den nutida minskningen av arktiska isar kan tvinga dem att konkurrera i den öppna oceanen med C. finmarchicus, som är näringsfattigare och nu sprider sig från  Nordsjön och Norska havet upp i Barents hav.
På grund av sin litenhet och sin snabba tillväxt, och eftersom de är spridda i alla oceaner, bidrar copepoderna nästan säkert mer till oceanernas sekundärproduktion och kolsänka än krill och kanske mer än alla andra organismer tillsammans. Oceanernas ytskikt anses som världens största kolsänka och tar upp ca 2 miljarder ton kol varje år, motsvarande en tredjedel av mänsklighetens koldioxidutsläpp. Många copepoder äter nära ytan på natten och vistas dagtid på större djup för att undvika rovdjur (de ändrar sin densitet genom att omvandla oljor till tätare fetter). Genom utbytta exoskelett, faeces, döda individer och andning på större djup transporteras kol nedåt i haven.
Omkring hälften av de 13 000 arterna är parasiter. Dessa har starkt modifierad kropp. De fäster sig på fiskar, hajar, marina däggdjur och många ryggradslösa djur som mollusker, tunikater och koraller i haven. De kan också vara både endo- och ektoparasiter på fisk och ryggradslösa djur i sötvatten.

## Systematik
Hoppkräftor (Copepoda) bildar en underklass bland kräftdjuren. Omkring 13 000 arter är kända, varav ca 2800 i sötvatten.
För gruppen hoppkräftor gäller följande autapomorfier:
- Komplexögon saknas i alla utvecklingsstadier
- Huvud och första thoraxsegmentet sammanväxta
- Intercoxalplatta finns, dvs en förbindelse mellan höfterna i ett segment
- Andra antennparet ombildat till griporgan hos hanen
- Spermatoforer bildas
- Sädesblåsa finns
- Äggsäckar bildas av körtelsekret från äggledarna

Huys och Boxshall urskiljer 9 ordningar bland copepoderna, vilkas namn och släktskap framgår av följande kladogram:
|      | Harpacticoida                                                       |
|      |                                                                     |
| N.N. | \| \| Siphonostomatoida \| \| \| \| \| \| Monstrilloida \| \| \| \| |
|      | \| \| Siphonostomatoida \| \| \| \| \| \| Monstrilloida \| \| \| \| |
|      | Siphonostomatoida                                                   |
|      |                                                                     |
|      | Monstrilloida                                                       |
|      |                                                                     |

|  | Siphonostomatoida |
|  |                   |
|  | Monstrilloida     |
|  |                   |

|      | Harpacticoida                                                       |
|      |                                                                     |
| N.N. | \| \| Siphonostomatoida \| \| \| \| \| \| Monstrilloida \| \| \| \| |
|      | \| \| Siphonostomatoida \| \| \| \| \| \| Monstrilloida \| \| \| \| |
|      | Siphonostomatoida                                                   |
|      |                                                                     |
|      | Monstrilloida                                                       |
|      |                                                                     |

|  | Siphonostomatoida |
|  |                   |
|  | Monstrilloida     |
|  |                   |

|      | Misophrioida                                               |
|      |                                                            |
| N.N. | \| \| Cyclopoida \| \| \| \| \| \| Gelyelloida \| \| \| \| |
|      | \| \| Cyclopoida \| \| \| \| \| \| Gelyelloida \| \| \| \| |
|      | Cyclopoida                                                 |
|      |                                                            |
|      | Gelyelloida                                                |
|      |                                                            |

|  | Cyclopoida  |
|  |             |
|  | Gelyelloida |
|  |             |

|      | Harpacticoida                                                       |
|      |                                                                     |
| N.N. | \| \| Siphonostomatoida \| \| \| \| \| \| Monstrilloida \| \| \| \| |
|      | \| \| Siphonostomatoida \| \| \| \| \| \| Monstrilloida \| \| \| \| |
|      | Siphonostomatoida                                                   |
|      |                                                                     |
|      | Monstrilloida                                                       |
|      |                                                                     |

|  | Siphonostomatoida |
|  |                   |
|  | Monstrilloida     |
|  |                   |

|      | Harpacticoida                                                       |
|      |                                                                     |
| N.N. | \| \| Siphonostomatoida \| \| \| \| \| \| Monstrilloida \| \| \| \| |
|      | \| \| Siphonostomatoida \| \| \| \| \| \| Monstrilloida \| \| \| \| |
|      | Siphonostomatoida                                                   |
|      |                                                                     |
|      | Monstrilloida                                                       |
|      |                                                                     |

|  | Siphonostomatoida |
|  |                   |
|  | Monstrilloida     |
|  |                   |

|      | Misophrioida                                               |
|      |                                                            |
| N.N. | \| \| Cyclopoida \| \| \| \| \| \| Gelyelloida \| \| \| \| |
|      | \| \| Cyclopoida \| \| \| \| \| \| Gelyelloida \| \| \| \| |
|      | Cyclopoida                                                 |
|      |                                                            |
|      | Gelyelloida                                                |
|      |                                                            |

|  | Cyclopoida  |
|  |             |
|  | Gelyelloida |
|  |             |

|      | Harpacticoida                                                       |
|      |                                                                     |
| N.N. | \| \| Siphonostomatoida \| \| \| \| \| \| Monstrilloida \| \| \| \| |
|      | \| \| Siphonostomatoida \| \| \| \| \| \| Monstrilloida \| \| \| \| |
|      | Siphonostomatoida                                                   |
|      |                                                                     |
|      | Monstrilloida                                                       |
|      |                                                                     |

|  | Siphonostomatoida |
|  |                   |
|  | Monstrilloida     |
|  |                   |

|      | Harpacticoida                                                       |
|      |                                                                     |
| N.N. | \| \| Siphonostomatoida \| \| \| \| \| \| Monstrilloida \| \| \| \| |
|      | \| \| Siphonostomatoida \| \| \| \| \| \| Monstrilloida \| \| \| \| |
|      | Siphonostomatoida                                                   |
|      |                                                                     |
|      | Monstrilloida                                                       |
|      |                                                                     |

|  | Siphonostomatoida |
|  |                   |
|  | Monstrilloida     |
|  |                   |

|      | Misophrioida                                               |
|      |                                                            |
| N.N. | \| \| Cyclopoida \| \| \| \| \| \| Gelyelloida \| \| \| \| |
|      | \| \| Cyclopoida \| \| \| \| \| \| Gelyelloida \| \| \| \| |
|      | Cyclopoida                                                 |
|      |                                                            |
|      | Gelyelloida                                                |
|      |                                                            |

|  | Cyclopoida  |
|  |             |
|  | Gelyelloida |
|  |             |

|      | Harpacticoida                                                       |
|      |                                                                     |
| N.N. | \| \| Siphonostomatoida \| \| \| \| \| \| Monstrilloida \| \| \| \| |
|      | \| \| Siphonostomatoida \| \| \| \| \| \| Monstrilloida \| \| \| \| |
|      | Siphonostomatoida                                                   |
|      |                                                                     |
|      | Monstrilloida                                                       |
|      |                                                                     |

|  | Siphonostomatoida |
|  |                   |
|  | Monstrilloida     |
|  |                   |

|      | Harpacticoida                                                       |
|      |                                                                     |
| N.N. | \| \| Siphonostomatoida \| \| \| \| \| \| Monstrilloida \| \| \| \| |
|      | \| \| Siphonostomatoida \| \| \| \| \| \| Monstrilloida \| \| \| \| |
|      | Siphonostomatoida                                                   |
|      |                                                                     |
|      | Monstrilloida                                                       |
|      |                                                                     |

|  | Siphonostomatoida |
|  |                   |
|  | Monstrilloida     |
|  |                   |

|      | Misophrioida                                               |
|      |                                                            |
| N.N. | \| \| Cyclopoida \| \| \| \| \| \| Gelyelloida \| \| \| \| |
|      | \| \| Cyclopoida \| \| \| \| \| \| Gelyelloida \| \| \| \| |
|      | Cyclopoida                                                 |
|      |                                                            |
|      | Gelyelloida                                                |
|      |                                                            |

|  | Cyclopoida  |
|  |             |
|  | Gelyelloida |
|  |             |

|      | Harpacticoida                                                       |
|      |                                                                     |
| N.N. | \| \| Siphonostomatoida \| \| \| \| \| \| Monstrilloida \| \| \| \| |
|      | \| \| Siphonostomatoida \| \| \| \| \| \| Monstrilloida \| \| \| \| |
|      | Siphonostomatoida                                                   |
|      |                                                                     |
|      | Monstrilloida                                                       |
|      |                                                                     |

|  | Siphonostomatoida |
|  |                   |
|  | Monstrilloida     |
|  |                   |

|      | Harpacticoida                                                       |
|      |                                                                     |
| N.N. | \| \| Siphonostomatoida \| \| \| \| \| \| Monstrilloida \| \| \| \| |
|      | \| \| Siphonostomatoida \| \| \| \| \| \| Monstrilloida \| \| \| \| |
|      | Siphonostomatoida                                                   |
|      |                                                                     |
|      | Monstrilloida                                                       |
|      |                                                                     |

|  | Siphonostomatoida |
|  |                   |
|  | Monstrilloida     |
|  |                   |

|      | Misophrioida                                               |
|      |                                                            |
| N.N. | \| \| Cyclopoida \| \| \| \| \| \| Gelyelloida \| \| \| \| |
|      | \| \| Cyclopoida \| \| \| \| \| \| Gelyelloida \| \| \| \| |
|      | Cyclopoida                                                 |
|      |                                                            |
|      | Gelyelloida                                                |
|      |                                                            |

|  | Cyclopoida  |
|  |             |
|  | Gelyelloida |
|  |             |

|      | Harpacticoida                                                       |
|      |                                                                     |
| N.N. | \| \| Siphonostomatoida \| \| \| \| \| \| Monstrilloida \| \| \| \| |
|      | \| \| Siphonostomatoida \| \| \| \| \| \| Monstrilloida \| \| \| \| |
|      | Siphonostomatoida                                                   |
|      |                                                                     |
|      | Monstrilloida                                                       |
|      |                                                                     |

|  | Siphonostomatoida |
|  |                   |
|  | Monstrilloida     |
|  |                   |

|      | Harpacticoida                                                       |
|      |                                                                     |
| N.N. | \| \| Siphonostomatoida \| \| \| \| \| \| Monstrilloida \| \| \| \| |
|      | \| \| Siphonostomatoida \| \| \| \| \| \| Monstrilloida \| \| \| \| |
|      | Siphonostomatoida                                                   |
|      |                                                                     |
|      | Monstrilloida                                                       |
|      |                                                                     |

|  | Siphonostomatoida |
|  |                   |
|  | Monstrilloida     |
|  |                   |

|      | Misophrioida                                               |
|      |                                                            |
| N.N. | \| \| Cyclopoida \| \| \| \| \| \| Gelyelloida \| \| \| \| |
|      | \| \| Cyclopoida \| \| \| \| \| \| Gelyelloida \| \| \| \| |
|      | Cyclopoida                                                 |
|      |                                                            |
|      | Gelyelloida                                                |
|      |                                                            |

|  | Cyclopoida  |
|  |             |
|  | Gelyelloida |
|  |             |

|      | Harpacticoida                                                       |
|      |                                                                     |
| N.N. | \| \| Siphonostomatoida \| \| \| \| \| \| Monstrilloida \| \| \| \| |
|      | \| \| Siphonostomatoida \| \| \| \| \| \| Monstrilloida \| \| \| \| |
|      | Siphonostomatoida                                                   |
|      |                                                                     |
|      | Monstrilloida                                                       |
|      |                                                                     |

|  | Siphonostomatoida |
|  |                   |
|  | Monstrilloida     |
|  |                   |

|      | Harpacticoida                                                       |
|      |                                                                     |
| N.N. | \| \| Siphonostomatoida \| \| \| \| \| \| Monstrilloida \| \| \| \| |
|      | \| \| Siphonostomatoida \| \| \| \| \| \| Monstrilloida \| \| \| \| |
|      | Siphonostomatoida                                                   |
|      |                                                                     |
|      | Monstrilloida                                                       |
|      |                                                                     |

|  | Siphonostomatoida |
|  |                   |
|  | Monstrilloida     |
|  |                   |

|      | Misophrioida                                               |
|      |                                                            |
| N.N. | \| \| Cyclopoida \| \| \| \| \| \| Gelyelloida \| \| \| \| |
|      | \| \| Cyclopoida \| \| \| \| \| \| Gelyelloida \| \| \| \| |
|      | Cyclopoida                                                 |
|      |                                                            |
|      | Gelyelloida                                                |
|      |                                                            |

|  | Cyclopoida  |
|  |             |
|  | Gelyelloida |
|  |             |

|      | Harpacticoida                                                       |
|      |                                                                     |
| N.N. | \| \| Siphonostomatoida \| \| \| \| \| \| Monstrilloida \| \| \| \| |
|      | \| \| Siphonostomatoida \| \| \| \| \| \| Monstrilloida \| \| \| \| |
|      | Siphonostomatoida                                                   |
|      |                                                                     |
|      | Monstrilloida                                                       |
|      |                                                                     |

|  | Siphonostomatoida |
|  |                   |
|  | Monstrilloida     |
|  |                   |

|      | Harpacticoida                                                       |
|      |                                                                     |
| N.N. | \| \| Siphonostomatoida \| \| \| \| \| \| Monstrilloida \| \| \| \| |
|      | \| \| Siphonostomatoida \| \| \| \| \| \| Monstrilloida \| \| \| \| |
|      | Siphonostomatoida                                                   |
|      |                                                                     |
|      | Monstrilloida                                                       |
|      |                                                                     |

|  | Siphonostomatoida |
|  |                   |
|  | Monstrilloida     |
|  |                   |

|      | Misophrioida                                               |
|      |                                                            |
| N.N. | \| \| Cyclopoida \| \| \| \| \| \| Gelyelloida \| \| \| \| |
|      | \| \| Cyclopoida \| \| \| \| \| \| Gelyelloida \| \| \| \| |
|      | Cyclopoida                                                 |
|      |                                                            |
|      | Gelyelloida                                                |
|      |                                                            |

|  | Cyclopoida  |
|  |             |
|  | Gelyelloida |
|  |             |

## Hoppkräftor i akvarier
Hoppkräftor används ofta som fiskfoder till akvariefiskar, särskilt i saltvattensakvarier. De gör också nytta genom att förtära avfall och oönskade alger i akvarier. 

## Hoppkräftor och dricksvatten
Hoppkräftor förekommer ibland i dricksvattensystem i städer, särskilt om vattnet inte är filtrerat. Detta har inträffat i New York, Boston och San Francisco. Oftast är detta inget problem om vattnet renas. I tropiska länder som Peru och Bangladesh har man påvisat ett samband mellan förekomst av hoppkräftor och kolerabakterier i orenat vatten, eftersom bakterierna fäster sig på ytan av djur i plankton. Larven till den besvärliga parasitiska masken Dracunculus (guineamask) måste också utvecklas i copepoder innan den överförs till människa. Infektionsrisken minskar betydligt om vattnet filtreras genom ett enkelt filter av textilmaterial.
Hoppkräftor har använts framgångsrikt i Vietnam för att bekämpa sjukdomsspridande myggor som t.ex. Aedes aegypti, som överför denguefeber och andra sjukdomar. Copepoderna tillsätts till vattenreservoarer där myggorna förökar sig. De (särskilt släktena Mesocyclops och Macrocyclops) kan överleva i flera månader i reservoarerna. De angriper, dödar och äter upp mygglarverna i dessas första två stadier efter kläckningen. Denna biologiska bekämpning kompletteras med avlägsnande av avfall m.m. för att minska myggens yngelplatser. Eftersom vattnet i dessa reservoarer kommer från regnvatten och inte är förorenat är risken att tillföra kolerabakterier liten, och inget fall av kolera har kunnat kopplas till tillsatta copepoder i vattenreservoarer. Metoden prövas även i Thailand och södra USA.